# Denis Neville
Denis Charles Neville (6 de maig de 1915 - 11 de gener de 1995) va ser un jugador de futbol i entrenador anglès que va dirigir la selecció dels Països Baixos entre 1964 i 1966. En abandonar la selecció holandesa, Neville es va traslladar a Anglaterra per dirigir el Canvey Island, un equip fora de la lliga oficial.
També va dirigir el conjunt danès Odense, l'Atalanta a Itàlia, Sparta Rotterdam i Holland Sport.